# Белова, Евдокия Фёдоровна
Евдокия Фёдоровна Белова (1899—1961) — советская баскетболистка.

## Карьера
Играла за ленинградский «Спартак». Чемпионка СССР 1928, 1935 гг.
В 1935 году включалась в сборную СССР, выезжавшую во Францию.
В 1938 году первой из баскетболистов была удостоена звания Заслуженный мастер спорта СССР.
По окончании игровой карьеры работала тренером.